# ATP Challenger Valencia
Das ATP Challenger Valencia (offiziell: Copa Faulcombridge, vormals: Open Ciudad de Valencia) ist ein Tennisturnier, das 2002 und seit 2022 in Valencia, Spanien, stattfindet. Es gehört zur ATP Challenger Tour und wird seit 2022 im Freien auf Sand gespielt. Bei der Auflage 2002 wurde auf Hartplatz gespielt.

## Liste der Sieger

### Einzel
| Jahr                         | Sieger          | Finalgegner           | Ergebnis        |
| ---------------------------- | --------------- | --------------------- | --------------- |
| 2024                         | Pedro Martínez  | Jaime Faria           | 6:1, 6:3        |
| 2023                         | Fabio Fognini   | Roberto Bautista Agut | 3:6, 7:68, 7:63 |
| 2022                         | Oleksij Krutych | Luca Van Assche       | 6:2, 6:0        |
| 2003–2021: nicht ausgetragen |                 |                       |                 |
| 2002                         | David Ferrer    | Leonardo Olguín       | 6:4, 7:5        |

### Doppel
| Jahr                         | Sieger                             | Finalgegner                        | Ergebnis  |
| ---------------------------- | ---------------------------------- | ---------------------------------- | --------- |
| 2024                         | Alexander Merino Christoph Negritu | Karol Drzewiecki Piotr Matuszewski | 6:3, 6:4  |
| 2023                         | Andrea Pellegrino Andrea Vavassori | Daniel Rincón Oriol Roca Batalla   | 6:2, 6:4  |
| 2022                         | Oleksij Krutych Oriol Roca Batalla | Ivan Sabanov Matej Sabanov         | 6:3, 7:63 |
| 2003–2021: nicht ausgetragen |                                    |                                    |           |
| 2002                         | Tim Crichton Todd Perry            | Marcus Hilpert Shaun Rudman        | kampflos  |